# Thalassoma trilobatum
Espèce
Synonymes
- Labrus fuscus Lacepède, 1801
- Labrus fuscus Lacepède, 1801
- Labrus trilobatus Lacepède, 1801
- Labrus trilobatus Lacepède, 1801
- Thalassoma fuscum (Lacepède, 1801)
- Thalassoma fuscum (Lacepède, 1801)
- Thalassoma fuscus (Lacepède, 1801)
- Thalassoma fuscus (Lacepède, 1801)

Statut de conservation UICN

 LC  : Préoccupation mineure
Le Labre de Christmas (Thalassoma trilobatum) est une espèce de poissons marins appartenant à la famille des Labridae.

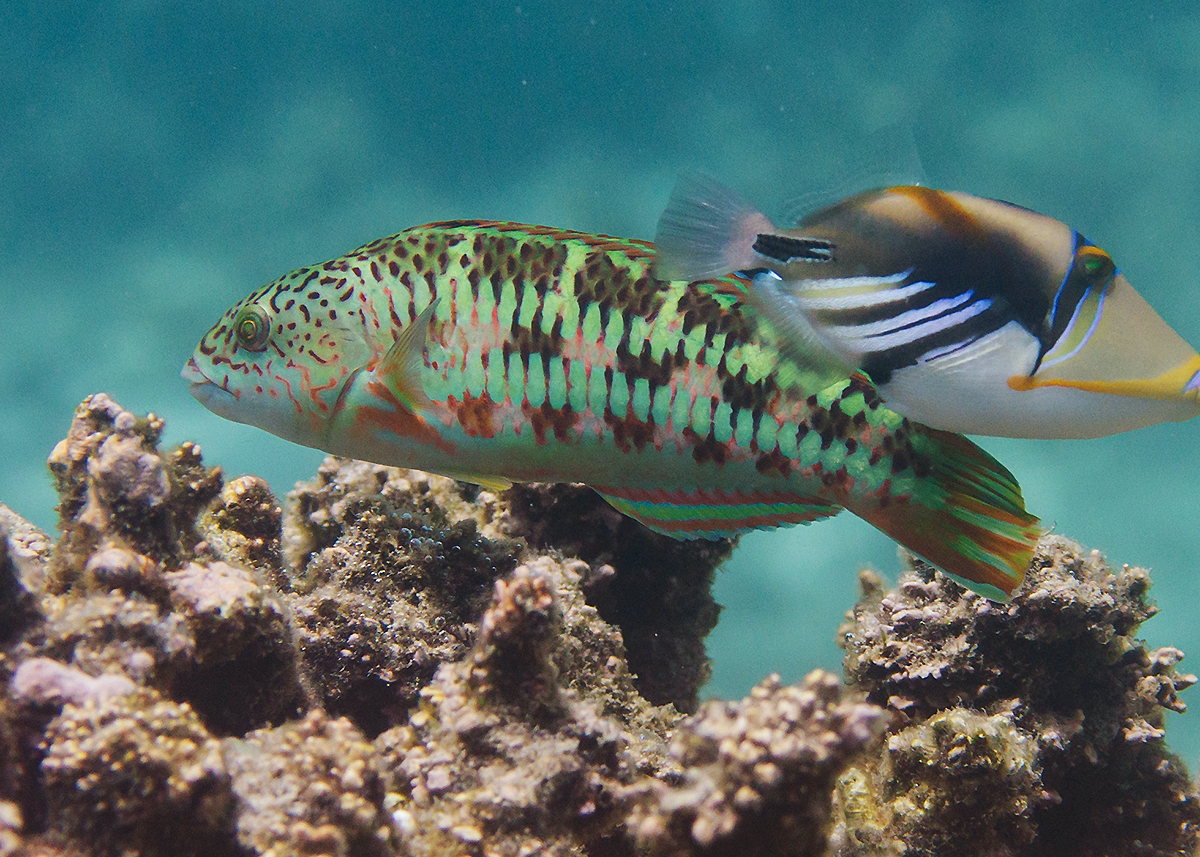
Phase initiale, très proche de celle de T. purpureum
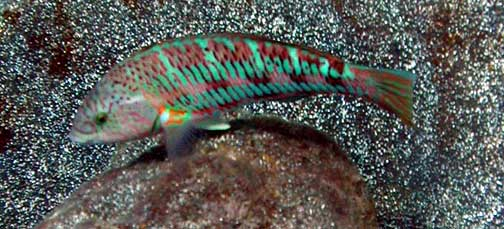
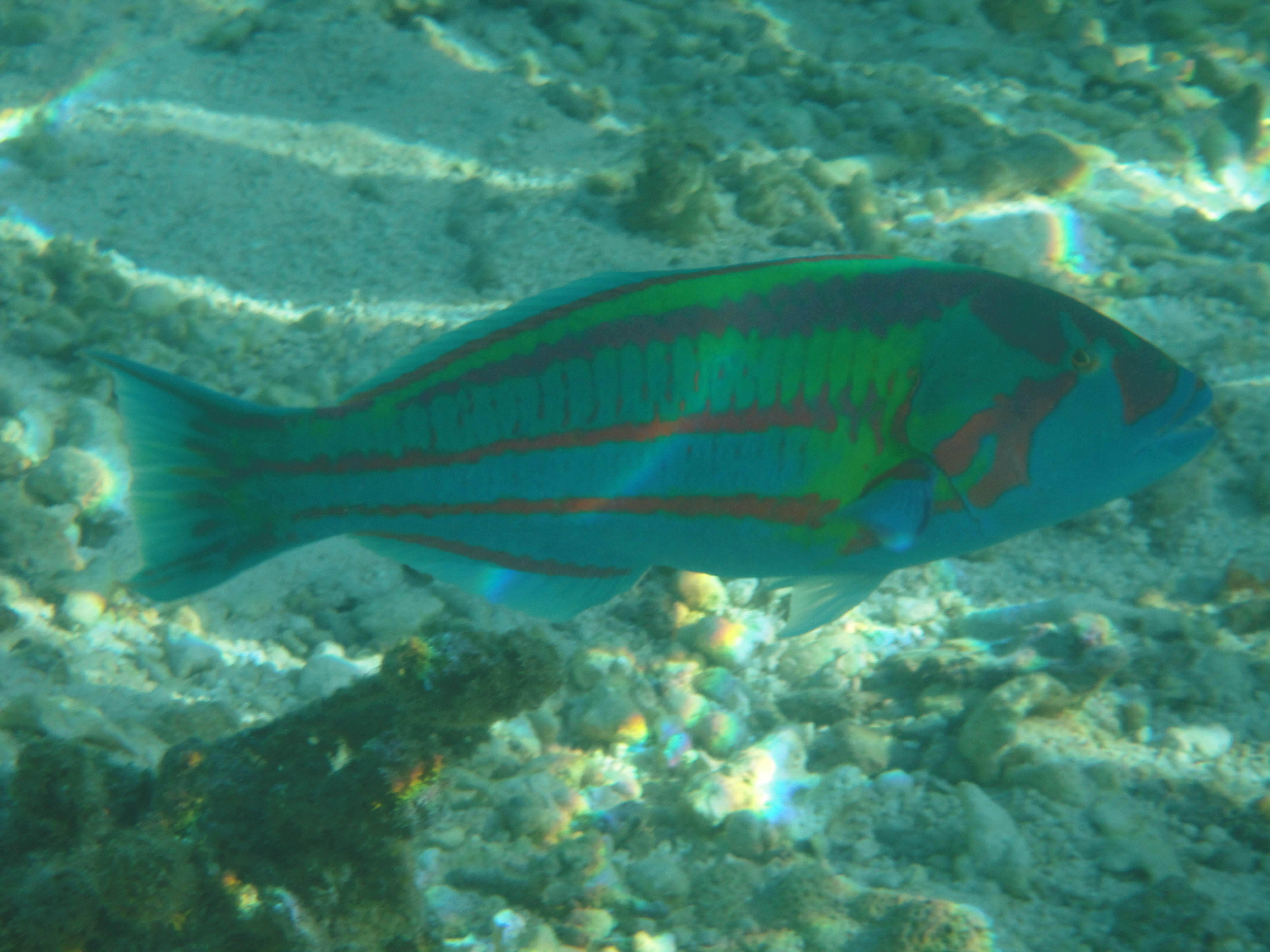